# Chelonus zeravshanicus
Chelonus zeravshanicus är en stekelart som först beskrevs av Vladimir Ivanovich Tobias 2003.  Chelonus zeravshanicus ingår i släktet Chelonus och familjen bracksteklar. Inga underarter finns listade i Catalogue of Life.